# Otto Zollinger
Otto Zollinger (Fällanden, Suiza, 6 de mayo de 1886 – Zúrich, 22 de abril de 1970) fue un arquitecto suizo relacionado con la Swiss Werkbund.
A la edad de 17 años comenzó su aprendizaje en el campo de la arquitectura de la mano de dos arquitectos de su localidad natal, y estuvo en proceso de formación hasta los 24 años, momento en que se trasladó a Zúrich, donde ejerció como arquitecto, interiorista y diseñador de mobiliario.
En 1920 se hizo miembro de la Swiss Werkbund, donde entró en contacto con otros arquitectos como Hans Finsler o Eugen Gomringer, entre muchos otros.
En 1924 se trasladó a Saarbrücken, Alemania, donde abrió una nueva oficina de arquitectura. Su estilo se caracterizó entonces por una aproximación al movimiento moderno, así como a las tendencias de la Bauhaus.
En 1944, huyendo de la Alemania nazi debido a que tenía problemas para demostrar su ascendencia aria (al ser hijo ilegítimo) y a que le habían acusado de no realizar una arquitectura que cumpliese con los ideales culturales exigidos, regresó a Zúrich, donde volvió a abrir un nuevo estudio en el mes de diciembre.
Falleció en 1970 dejando un legado repartido principalmente por diferentes ciudades suizas.